# Cymbopogon xichangensis
Cymbopogon xichangensis là một loài thực vật có hoa trong họ Hòa thảo. Loài này được R.Zhang & B.S.Sun mô tả khoa học đầu tiên năm 1993.